# Arnaldo Rascovsky
Arnaldo Rascovsky (Córdoba, 1907 - Buenos Aires, 1995) fue un médico, pediatra y psicoanalista argentino. Escribió en El filicidio su estudio sobre el sacrificio filial presente en distintas culturas. Dejó una escuela de pensamiento psicoanalítico.[cita requerida]

## Biografía
Hijo de una familia de inmigrantes judíos rusos, Rascovsky ingresó a la Facultad de Medicina de la UBA, y se orientó hacia la pediatría. En 1926 ingresó al Hospital de Niños, y en 1932 fue practicante en su "Servicio de Neuropsiquiatría y Endocrinología"; especialidad a la que se dedicó. Así, años después, fue fundador de la "Asociación Endocrinológica Argentina".
Hacia fines de la década de 1930 se abrió profesionalmente hacia el psicoanálisis. Las lecturas de psicoanalistas como Jung lo impulsaron a romper con la pediatría clásica y a orientarse hacia la medicina psicosomática.
En 1939 conoció al psicoanalista Ángel Garma, y con él lideró el "Movimiento Psicoanalítico Argentino". Garma era un psicoanalista de la Asociación Psicoanalítica Internacional formado en Alemania con Theodor Reik. Integraron un grupo de lectura de los textos Sigmund Freud con otros profesionales y psiquiatras interesados en el psicoanálisis: Arminda Aberastury, Enrique Pichon-Rivière, Matilde Rascovsky, Teodoro Schlosberg, Marie Langer ("Mimí") y Celes Cárcamo. De ellos surgió el grupo fundador de la "Asociación Psicoanalítica Argentina, APA"; firmaron el acta inaugural el 15 de diciembre de 1942: Ángel Garma, Arnaldo Rascovsky, Enrique Pichón Riviere, Celes Cárcamo, Marie Langer y Enrique Ferrari-Hardoy.
Celes Cárcamo aportó su formación en Francia, donde se analizó con Paul Schiff y  acabó siendo miembro de la Sociedad Psicoanalítica de París. Algunos meses antes de firmar el acta Inaugural de la Asociación, llegó a Argentina Marie Langer, formada en el Instituto de Viena. Esa asociación fue piedra fundamental para la formación en psicoanálisis de numerosos médicos y psiquiatras argentina a partir de los años 1950.
En 1943 fundó la Revista de Psicoanálisis, que incluía en su número inaugural el artículo "Primeros estadios del conflicto de Edipo y de la formación del superyó", el 8º capítulo de El psicoanálisis de niños (1932), y recogió después los escritos más valiosos de Melanie Klein.
En 1956, Rascovsky y Garma organizaron el "Congreso de Medicina Psicosomática", motor de numerosos cursos posteriores que ambos dictaron en la Facultad de Medicina de la Universidad de Buenos Aires.
En 1960, Rascovsky integró el grupo fundador de la Federación Psicoanalítica de América Latina (FEPAL). Desde allí se convirtió en la cara pública tanto de la APA como de la FEPAL en la Argentina.
Aparecía frecuentemente en los medios de comunicación brindando consejos médicos, en especial acerca de la pediatría. [cita requerida]

## Libros
Obras publicadas:
- Conocimiento de la mujer.[7]
- Conocimiento del hijo.[8]
- El filicidio: la agresión contra el hijo.[9]
- El psiquismo fetal.[10]
- La universalidad del filicidio.[11]
- La matanza de los hijos y otros ensayos.[12]
- Decálogo de los buenos y malos padres: nueva visión sobre las relaciones entre padres e hijos.[13]
- Psicoanálisis de la manía y la psicopatía.[14]
- Niveles profundos del psiquismo.[15]
- Patología psicosomática.
- Psicoanálisis de la guerra.
- Filicidio, violencia y guerra.
- Apuntes sobre la relación madre-hijo.
- La cara oculta del cine.

## Libros de otros autores
- Arnaldo Rascovsky: el gran comunicador del psicoanálisis.[16]